# Маріана Айдар
Маріана Айдар (нар. 8 травня 1980, Сан-Паулу, Бразилія) — бразильська співачка та авторка пісень.

## Дискографія
- 2006 — Kavita 1
- 2009 — Peixes, Pássaros e Pessoa
- 2011 — Cavaleiro Selvagem Aqui Te Sigo
- 2015 — Pedaço Duma Asa